# 歐陽文津
歐陽文津（1960年—）是臺灣裔東方學者、文學教授，於倫敦大學亞非學院任教。其主要研究為阿拉伯文學、比較文學等，為英國國家學術院院士暨中央研究院院士。歐陽文津將自2025年8月1日起，受國立臺灣大學歷史學系延攬為玉山學者，未來三年短期駐校，必要時得指導學生論文。

## 生平
歐陽文津生於台灣，4歲時隨身為技術人員的父親外派到利比亞生活，並在那完成高中學業，以全利比亞文組第一名考上大學。
他原先想就讀法律系，但在家人反對下最終選擇就讀的黎波里大學阿拉伯語系。大學畢業後，他負笈美國哥倫比亞大學研究中東。取得博士學位後，歐陽文津於各大學任教，教導阿拉伯文学。他出版多本研究阿拉伯文學的書籍，讓相關研究被重視。
英國國家學術院為表彰其貢獻，歐陽文津於2018年時獲選為該院院士，是百年來首位獲選的台灣人。而到了2022年，他也獲選為中研院院士。

## 家庭
歐陽文津的丈夫是已故音樂家張龍雲。